# Tropidonophis hypomelas
Tropidonophis hypomelas är en ormart som beskrevs av Günther 1877. Tropidonophis hypomelas ingår i släktet Tropidonophis och familjen snokar. Inga underarter finns listade i Catalogue of Life.
Denna orm förekommer med flera från varandra skilda populationer på Bismarckarkipelagen. Arten vistas i låglandet och i bergstrakter upp till 950 meter över havet. Individerna lever i skogar nära vattendrag. Honor lägger ägg.
Beståndet hotas av skogsröjningar. Hela populationen antas fortfarande vara stabil. IUCN listar arten som livskraftig (LC).